# Nornikel
Nornikel (Russisch:Норникель) is een Russisch concern dat actief is in de mijnbouw en metallurgie met haar hoofdkantoor in Moskou. Het bedrijf ontstond uit de goelagkampen rond de Noord-Siberische stad Norilsk.
Tot 2016 heette het bedrijf Norilsk Nikkel (Russisch: «Норильский никель», Narilski nikel), volledige naam; Mijnbouw-Metallurgisch Kombinaat "Norilski Nikel" (Russisch: горно-металлургический комбинат «Норильский никель»), vaak afgekort tot GMK NN (ГМК НН). Eerder stond een groot deel van het concern bekend als Mijnbouw-Metallurgisch Kombinaat van Norilsk vernoemd naar A. P. Zavenjagin (Russisch: Норильский горно-металлургический комбинат им. А. П. Завенягина (НГМК)) afgekort tot  NGMK.

## Activiteiten
Nornikel is het grootste bedrijf in Rusland en een van de grootste ter wereld voor de delving en verwerking van edel- en non-ferrometalen. In 2022 telde het bedrijf 73.600 medewerkers, op zo'n 500 werknemers na allemaal in Rusland.
Het concern produceerde wereldwijd meer dan 20% van het nikkel, ongeveer 40% van het palladium, circa 10% van het platina, zo’n 5% van het kobalt en 2% van het koper. De bewezen reserves bestonden op 31 december 2017 uit 12,4 miljoen ton koper en 5,2 miljoen ton nikkel.
Het merendeel van de activiteiten vindt ten noorden van de Poolcirkel plaats in Tajmyr. Verder heeft het belangen op het schiereiland Kola. 
- Taimyr (Poetoranagebergte) - rond de steden Norilsk, Talnach, Kajerkan en Doedinka
- Kola - rond de steden Montsjegorsk, Zapoljarny en nederzetting Nikel

Hiernaast heeft het ondersteunende bedrijven in verschillende deelgebieden van Rusland. Sinds 2007 heeft het een nikkelverwerkingsfabriek in Finland.
In 2020 behaalde het een totale omzet van US$ 15,5 miljard. De drie belangrijkste metalen waren palladium, nikkel en koper die tezamen 80% van de omzet in metalen vertegenwoordigden. Minder dan 10% van de omzet werd gerealiseerd in Rusland en de andere landen die deel uitmaakten van de Sovjet-Unie. Ongeveer de helft van de omzet werd behaald in Europa.
Per 31 december 2021 was 35,95% van de aandelen in handen van Interros Limited, van Vladimir Potanin, en 26,3% in bezit van En+ Group waarin de Russische oligarch Oleg Deripaska een groot belang heeft. De rest van de aandelen staan op diverse effectenbeurzen genoteerd waarvan de beurs van Moskou de belangrijkste is.
Meer dan 80% van de schulden luiden in dollars en euro's. De verkopen van de metalen aan buitenlanders worden in deze valuta afgerekend. De kosten luidden in wel in Russische roebels. Veranderingen in de wisselkoers van de roebel kunnen grote gevolgen hebben voor de resultaten van het bedrijf.

### Resultaten
De omzet van Nornikel wordt vooral sterk beïnvloed door de prijzen van de metalen op de wereldmarkt. In de periode 2010 tot en met 2017 was de koperproductie redelijk stabiel en lag rond de 400.000 ton op jaarbasis, hetzelfde voor palladium met een productieniveau van iets minder dan 3 miljoen ounce per jaar. De productie van nikkel is gedaald na 2015. De productie lag tegen de 300.000 ton per jaar, maar is na 2015 snel gedaald tot 220.000 ton in 2017. De prijs van nikkel is tussen 2011 en 2017 meer dan gehalveerd. In 2019 was de omzetstijging vooral het gevolg van een 50% prijsstijging van palladium. Het nettoresultaat in 2020 werd gedrukt door een voorziening van US$ 2,1 miljard vóór belastingen in verband met opruimkosten en boetes in verband met een lekgeraakte olietank.
| Jaar | Omzet  | waarvan nikkel | idem palladium | Nettoresultaat | Uitstoot Broeikasgassen (×miljoen ton CO2-eq) | Uitstoot SO2 (×miljoen ton) |
| 2010 | 12.775 | 6459           |                | 3089           |                                               |                             |
| 2011 | 14.122 | 6715           |                | 3626           |                                               |                             |
| 2012 | 12.366 | 5223           |                | 2143           |                                               |                             |
| 2013 | 11.499 | 4355           | 1935           | 765            |                                               |                             |
| 2014 | 11.869 | 4636           | 2291           | 2000           |                                               |                             |
| 2015 | 08.542 | 3010           | 1807           | 1716           |                                               | 2,0                         |
| 2016 | 08.259 | 2625           | 1888           | 2531           |                                               | 1,9                         |
| 2017 | 09.146 | 2304           | 2434           | 2123           | 10,3                                          | 1,8                         |
| 2018 | 11.670 | 3013           | 3674           | 3059           | 09,9                                          | 1,9                         |
| 2019 | 13.563 | 3888           | 5043           | 5966           | 10,0                                          | 1,9                         |
| 2020 | 15.545 | 3144           | 6365           | 3634           | 09,7                                          | 1,9                         |
| 2021 | 17.852 | 3327           | 6665           | 6974           | 10,3                                          | 1,6                         |
| 2022 | 16.876 |                |                | 5854           |                                               |                             |

## Geschiedenis
Op 23 januari 1935 nam de Raad van Volkscommissarissen van de Sovjet-Unie het besluit tot de bouw van de Norilsk Combinatie en de overdracht van het beheer van de Norilskstroja aan de NKVD. Hiermee werd een begin gemaakt met de bouw van het grootste mijnbouw en metallurgische complex van de Sovjet-Unie op bijna 2000 kilometer ten noorden van Krasnojarsk in het Noord-Siberische Tajmyr in een nauwelijks bewoond gebied zonder wegen. Er werd een hervormingswerkkamp (ITL) opgezet met de naam Norillag.
Op 10 maart 1939 werd het eerste kopernikkel-matte verkregen en na drie maanden produceerde de fabriek op 16 juni de eerste nikkel-matte. In de jaren van de Tweede Wereldoorlog werd het Norilskcomplex verder uitgebreid en vormde een belangrijk onderdeel van de defensie-industrie van de Sovjet-Unie. Het nikkel werd gebruikt bij de productie van hoogwaardige gepantserde legeringen voor zwaar materieel en voor super-lichtgewichtconstructies in de militaire luchtvaart.
In de naoorlogse jaren werd het bedrijf met hulp van vele goelagdwangarbeiders uitgebreid tot een staatsbedrijf met een van de hoogste productiecijfers van de Sovjet-Unie op het gebied van non-ferro metallurgie. In 1953 werd er 35% van het nikkel, 12% van het koper, 30% van het kobalt en 90% van de platinoïden van de Sovjet-Unie geproduceerd.
In de jaren veertig van de 20e eeuw werd ook het tweede wingebied van Norilsk Nikkel ontwikkeld; de combinatie Severonikel ("Noordnikkel") die tegenwoordig de naam Mijnbouw en metallurgische combinatie Petsjenganikel draagt en zich bevindt in het noordwestelijke deel van het schiereiland Kola in twee industriële gebieden rond Zapoljarny en Nikel. Deze combinatie werd gebouwd in 1940 als het bedrijf Inko in een Fins gebied dat na de Tweede Wereldoorlog veroverd werd door de Sovjet-Unie en nu ligt rond de stad Montsjegorsk in oblast Moermansk.
In 1966 werden bij de stad Talnach bij Norilsk ertslagen van kopernikkel gevonden, die daarna de Oktober ertslagen werden genoemd en waar in de tien jaren daaropvolgend mijnen en een concentrator werden gebouwd. In 1981 werd de metallurgische fabriek van Nadezjdensk geopend, het belangrijkste metallurische bedrijf van Norilsk en Norilsk Nikkel.
Op 4 november 1989 besloot de Raad van Ministers van de Sovjet-Unie tot de stichting van het staatsconcern "Norilsk Nikkel". Binnen dit concern werden de Combinatie Norilsk, de combinaties Petsjenganikel en Severonikel, de machinefabriek van Olenegorsk, de fabriek voor de verwerking van non-ferrometalen van Krasnojarsk en het instituut Gipronikel (Staatsinstituut voor de planning van nikkelindustrievestigingen) uit Sint-Petersburg verenigd. Dit concern moest zich gaan richten op de verwerking van sulfide kopernikkelertsen.
In oktober 2002 verkreeg Norilsk Nikkel de groep Poljoes, waardoor ze tevens de grootste producent werd van goud. Op 1 januari 2006 werd Poljoes ondergebracht onder een aparte naamloze vennootschap (nv).
Norilsk Nikkel staat bekend als een van de grootste vervuilers ter wereld. Met name de installaties rond Norilsk zijn verantwoordelijk voor de uitstoot van enorme hoeveelheden luchtvervuiling, die zware gevolgen hebben voor milieu en de gezondheid van de bevolking. Na aanhoudende klachten van de bevolking van zowel de regio Norilsk als het schiereiland Kola heeft de Russische overheid aangekondigd dat het bedrijf vanaf 2008 meer moet gaan betalen voor de vervuiling die het produceert. Vooral de uitstoot van zwaveldioxide is een zware aanslag op het milieu. Het bedrijf emitteert bijna 2 miljoen ton SO2 per jaar, ter vergelijking de uitstoot in heel Nederland was zo'n 30.000 ton in 2015.
In mei 2020 is een grote opslagtank lekgeraakt waarbij zo'n 21.000 ton dieselolie in de natuur terecht is gekomen. Dit gebeurde in de buurt van Norilsk boven de Poolcirkel. De Russische milieutoezichthouder Rostechnadzor heeft de zaak onderzocht en kwam tot de conclusie dat er technische fouten bij de bouw zijn gemaakt. In februari 2021 heeft een Russische rechtbank het bedrijf een boete opgelegd van RUB 146 miljard (ca. US$ 1,9 miljard).

## Privatisering van Norilsk Nikkel
In de jaren negentig werd het bedrijf net als veel andere Russische staatsbedrijven geprivatiseerd. Eerst werd op 30 juni 1993 per presidentiële oekaze besloten dat Norilsk Nikkel een nv zou worden. In 1994 werd het bedrijf door middel van de beruchte voucherprivatisering eigendom van 250.000 mensen. Zakenman Vladimir Potanin wist 38% van aandelen (51% van het stemrecht) op te kopen en te verenigen in een federaal eigendom, die in november 1995 in Interros werden ondergebracht. Bank Oneksim beheerde deze aandelen. Op 5 augustus 1997 werden de aandelen in een commerciële aanbesteding met investeringsvoorwaarden, waarbij de aandelen in handen kwamen van de RAO Swift, eigendom van bank Oneksim. De koper betaalde voor deze 38% van de aandelen 270 miljoen dollar en nam verder de schulden van het bedrijf op zich en de investeringsvoorwaarden die aan de aanbesteding waren gekoppeld. Later werd een meerderheid verkregen van de aandelen, die werden gekocht op de aandelenmarkt.
In 1997 werd ook, om meer investeerders te lokken, de nv Mijnbouw-Metallurgisch bedrijf van Kola (Kolskaja GMK) en de nv Mijnbouwbedrijf van Norilsk opgezet. In 2000 werd Norilsk Nikkel geherstructureerd, waarbij het centrum van kapitalisatie werd overgeheveld van RAO Norilsk Nikkel naar de nv Mijnbouwbedrijf van Norilsk, die weer in februari 2001 hernoemd werd tot nv Mijnbouw-Metallurgisch Kombinaat "Norilski Nikel" (GMK "Norilsk Nikkel").
In april 2008 verkocht Onexim, nauw verbonden aan Potanins zakenpartner Michail Prochorov, een aandelenbelang van 25% plus één aandeel in Nornickel aan RUSAL, een aluminiumproducent in handen van de oligarch Oleg Deripaska. Deze aandelentransactie leidde tot een bittere strijd tussen de Potanin en Deripaska. In 2012 kwam er na bemiddeling van de Russische regeringsleiders een oplossing. Roman Abramovitsj kocht 5,87% van de aandelen Nornikel van de twee andere grootaandeelhouders voor 1,1 miljard euro. In maart 2018 werd bekend dat Potanin, met 30% van de aandelen in Nornikel, van Abramovitsj een aandelenpakket van 2,1% in Nornikel zou overnemen. Deripaska, met een belang van 27,8%, stapte naar de rechter want hij zag de extra aandelenkoop in strijd met de afspraken van 2012. De rechtbank in Londen gaf hem daarin gelijk en de transactie ging daarmee niet door.
Acron ·
Aeroflot ·
AFK Sistema ·
ALROSA ·
Bashneft ·
Beurs van Moskou ·
DIXY ·
FGC UES ·
FosAgro ·
Gazprom ·
Inter RAO UES ·
LSR Group ·
LUKOIL ·
Magnit ·
Mechel ·
MegaFon ·
MMK ·
Mosenergo ·
MTS ·
M.video ·
Moskou Credit Bank ·
Norilsk Nikkel ·
Novatek ·
Novolipetsk Steel ·
Oeralkali ·
PIK Group ·
Polymetal ·
Polyus ·
Rosneft ·
Rosseti ·
Rostelecom ·
RusHydro ·
Rusagro ·
Rusal ·
Sberbank ·
Severstal ·
Soergoetneftegaz ·
Tatneft ·
TMK ·
Transneft ·
VTB bank ·
Unipro ·
United Wagon Company ·
Yandex ·
Zeehandelshaven van Novorossiejsk
Aeroflot ·
FGC UES ·
Gazprom ·
Gazprom neft ·
Inter RAO UES ·
LUKOIL ·
Magnit ·
Mechel ·
MMK ·
Mosenergo ·
MTS ·
MRSK Holding ·
Norilsk Nikkel ·
Novatek ·
Novolipetsk Steel ·
Oeralkali ·
OGK-3 ·
Raspadskaya ·
Rosneft ·
Rostelecom ·
RUSAL ·
RusHydro ·
Sberbank ·
Severstal ·
Soergoetneftegaz ·
Tatneft ·
Transneft ·
VTB bank